# Affaire de la régale
L'affaire de la régale est un conflit qui opposa Louis XIV et Innocent XI au sujet du droit de régale.

## Historique
Depuis le concordat de Bologne de 1516, le roi de France nommait les évêques qui recevaient leur investiture canonique du pape. Jusqu'en l'an 1673, certains évêchés étaient exempts du droit de régale (Provence, Dauphiné, Languedoc, Cambrai et Besançon), tandis que d'autres s'en étaient rachetés. En fait, en cas de vacance de ces évêchés, les revenus étaient versés jusqu'en 1641 à La Sainte-Chapelle de Paris, puis aux économats qui étaient des caisses chargées de financer la conversion des protestants au catholicisme. Quant aux nominations, elles étaient le plus souvent laissées aux décisions des chapitres des cathédrales.

## Naissance du conflit
Sous le pression du clergé, une commission royale est nommée, dont les travaux aboutissent, après dix ans, à la déclaration de Saint-Germain du 10 février 1673, précisée par une déclaration d'avril 1675, qui déclenche une crise : la régale, droit imprescriptible et inaliénable de la couronne, est étendue à l'ensemble du royaume. Les 53 évêchés exempts du Midi s'y trouvent désormais soumis. Louis XIV, reprenant une décision de 1608, étend ainsi le droit de régale à tout le royaume (sauf les évêchés « rachetés »). La Sorbonne et le Parlement de Paris soutiennent le roi tandis que deux évêques (celui d'Alet - Nicolas Pavillon - et celui de Pamiers - François de Caulet), soutenus par le pape Innocent XI, s'opposent à la décision royale et font appel à Rome, mais leurs interventions restent sans effets.
En 1680, à Pamiers, après la mort de l'évêque, le chapitre refuse de reconnaitre le vicaire général nommé par l'archevêque de Toulouse et installé dans ses fonctions par l'intendant de Montauban. Le chapitre désigne trois grands vicaires pour assurer l’intérim. Les pères Rech et d’Aubarède furent chargés, par leurs confrères, d’administrer le diocèse.  Aussitôt, Foucault, intendant de Montauban, et le marquis de Mirepoix, gouverneur du Pays de Foix, vont à Pamiers avec quatre compagnies de cavalerie et embastillent le vicaire capitulaire d’Aubarède (il restera 6 ans en prison à Caen où il devint aveugle). Pour le remplacer, le 31 août 1680,  les chanoines réguliers nomment alors le père Jean Cerle vicaire général et official du diocèse (c’est-à-dire responsable de la discipline du clergé) et Antoine Charlas. Jean Cerle, auparavant, avait été vicaire, à Tarascon, du prieur Caulet, frère de l’évêque défunt. Rech est enfermé au château d’Ax.

## Déclaration des quatre articles
Pour régler cette affaire, le roi convoque une assemblée en 1681. François de Maucroix en sera le secrétaire général. En sortira, un an plus tard, la « Déclaration des quatre articles de 1682 », en grande partie rédigée par Bossuet. Le clergé de France y proclame l'indépendance du roi face à la papauté, la supériorité des conciles sur le pape, et confirme les libertés de l'Église catholique de France par rapport à la papauté. La déclaration devait être lue dans toutes les églises et servir de matière d'examen pour les futurs prêtres.
En rétorsion, Innocent XI refuse d'investir les évêques nommés par Louis XIV. En 1688, trente-cinq évêchés sur cent-dix étaient sans titulaire, et les antagonismes entre royauté et papauté rendent la vie religieuse chaotique dans une partie du royaume.

## Suite et fin
En 1687-1688, le pape annule les libertés dont profitaient les quartiers d'ambassade à Rome et Louis XIV riposte en faisant occuper Avignon.

Au plus fort du conflit le pape fait remarquer à l'ambassadeur de France que :

« si les conciles sont supérieurs aux papes qui tirent leur pouvoir de Dieu, les états généraux devraient avoir loisir de formuler la même revendication à l'encontre du roi. »

Le conflit prend fin en 1693, par un compromis. Le nouveau pape Innocent XII accepte l'extension de la régale temporelle et d'investir canoniquement les membres du clergé français, tandis que Louis XIV renonce à la régale spirituelle et promet de ne pas imposer l'enseignement de la Déclaration des Quatre articles. Dans les faits, le gallicanisme sort renforcé de la crise : même si elle n'est plus imposée, la doctrine des Quatre articles reste enseignée dans les séminaires et acceptée dans les thèses de théologie.